# Ferran Miquel Benaiges i Pallarés
Ferran Miquel Benaiges i Pallarés   (Tortosa, 10 de febrer de 1989 - Tortosa, 17 de gener de 2023) fou un filòleg i activista català pels drets de les persones LGBTI.
Estava graduat en Filologia Catalana i havia estat professor de català a l'estranger a les universitats de Bamberg (Alemanya) i Maynooth (Irlanda), a més de professor de la Universitat Oberta de Catalunya. L'any 2014 fou l'impulsor de la Comissió 28 de juny de les Terres de l'Ebre, que organitzà la primera manisfestació pel dia per l'Alliberament Lèsbic, Gai Bisexual, Intersexual i de les persones Trans al territori ebrenc, que se celebrà el 27 de juny d'aquell mateix any. Posteriorment, l'any 2015 participà en la fundació de l'Associació LGBTI de les Terres de l'Ebre, LGTeBre, de la qual fou el primer president. Més endavant, el 2019 va coordinar la mobilització del dia de l'Alliberament LGBTI a Deltebre i Sant Jaume d'Enveja, en el marc de la Comissió Unitària 28 de juny.
També destacà per la seva implicació en moviments socials com l'assemblea Atzagaia. Fou també col·laborador habitual en el fanzine "La Lloca" i conductor del podcast de cultura catalana "El Llimoner". En l'àmbit polític fou membre de Maulets, del Casal Popular Panxampla, de l'ANC a Tortosa i del CDR de Dublín.